# Urtikaria
Urtikaria, nässelutslag eller nässelfeber (jämför brännässla, med det vetenskapliga namnet Urtica dioica) innebär utspridda, kortlivade, kliande upphöjda rodnader i huden, så kallade kvaddlar.

## Symtom
Den enskilda kvaddeln, som kan ha en diameter från någon millimeter till flera centimeter, sitter sällan kvar mer än något dygn. Nässelutslagen kan vara ett delfenomen i en anafylaktisk reaktion. Såväl angioödem (Quinckeödem) som allergisk svullnad är tillstånd besläktade med urtikaria. Nässelutslag kan delas in på många olika sätt. Ett vanligt sätt är indelningen i akut urtikaria (varaktighet < 6 veckor) och kronisk urtikaria (varaktighet > 6 veckor), eventuellt med fysikalisk urtikaria som en tredje grupp. 

## Speciella urtikariatyper
Speciella former är populär urtikaria hos småbarn liksom kolinerg urtikaria och vattenutlöst urtikaria (aquagen urtikaria) med knappnålshuvudstora kvaddlar omgivna av rodnad.

## Förekomst
Det beräknas att 15–20 procent av alla vuxna har haft urtikaria någon period i sitt liv. 

## Mekanismer
Urtikaria orsakas av ökad genomsläpplighet i små blodkärl i huden. Oftast är det histamin som kommit ut från mastceller som åstadkommit detta. Frisättning av histamin från mastceller kan ske genom flera olika mekanismer, både allergiska och icke allergiska.

## Orsaker

### Överkänslighet
Relativt vanliga orsaker till akut urtikaria är sting från bin och getingar samt överkänslighet för läkemedel, speciellt antibiotika. Vid penicillinbehandling kan urtikaria uppträda inom minuter eller ända upp till tio dagar efter behandlingsstart. I många fall av urtikaria, som kommer i anslutning till penicillinbehandling, rör det sig inte om penicillinallergi. Det är istället infektionen som sådan som har orsakat hudutslagen. 
Födoämnen kan utlösa urtikaria. Det är framförallt när akut urtikaria är en komponent i en anafylaktisk reaktion som födoämnesöverkänslighet förekommer. Frukt, nötter, fisk, skaldjur, ägg och mejeriprodukter är sådana födoämnen som ibland utlöser urtikaria. Vid kronisk urtikaria är vanlig allergi sällsynt, däremot finner man ibland en födoämnesintolerans mot livsmedelstillsatser. Kontakturtikaria kan utlösas av en del födoämnen. Det orala allergisyndromet, som kan betraktas som en speciell form av kontakturtikaria, utlöses framförallt av pollenrelaterade vegetabiliska födoämnen, som nötter och stenfrukter (se korsallergi). Ibland kan födoämnen som patienten tål i vila utlösa urtikaria eller anafylaxi om måltiden efterföljs av fysisk ansträngning. Tillståndet kallas födoämnesberoende ansträngningsutlöst urtikaria/anafylaxi.

### Fysikalisk urtikaria

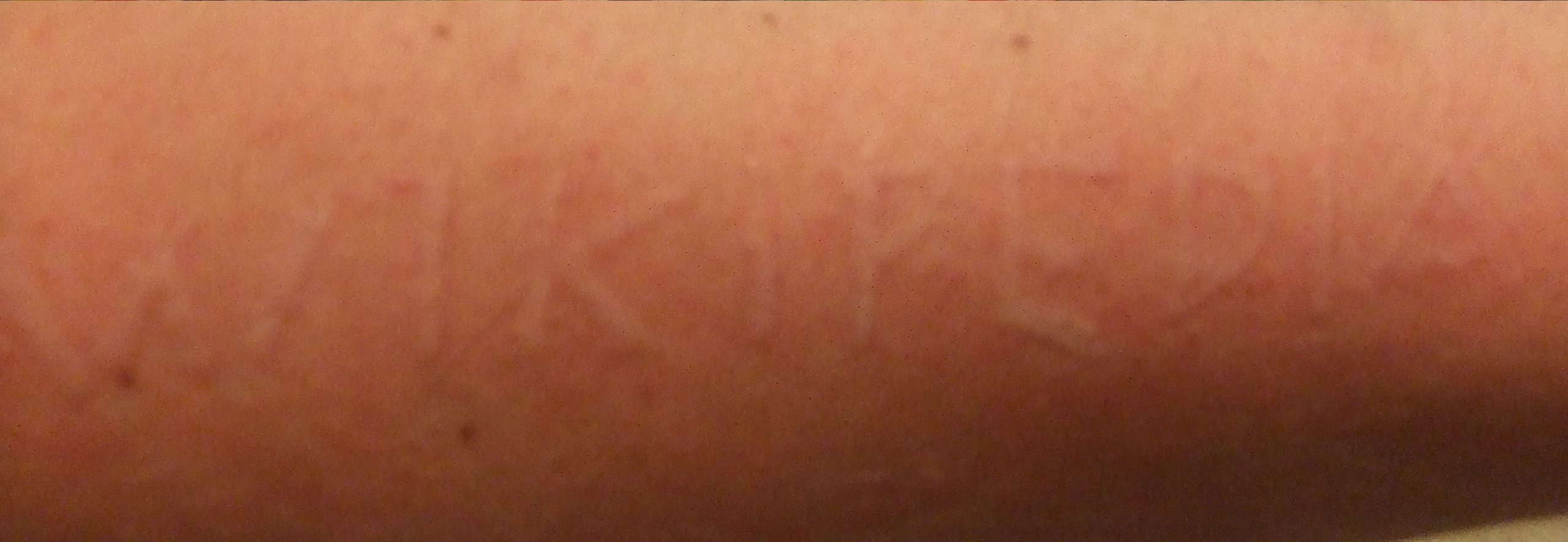
"Wikipedia" skrivet på huden hos en patient med dermografism.

Beröring, tryck, friktion, vatten, solljus, förändringar i temperatur med flera fysikaliska faktorer kan hos en del människor utlösa urtikaria. Enkel dermografism, som ungefär fem procent av normalbefolkningen har, innebär att en icke-kliande urtikariell förändring uppstår när man stryker med måttligt tryck över huden. Vid symtomgivande dermografism kliar hudförändringarna. Fördröjd tryckurtikaria utvecklas långsamt från 30 minuter till nio timmar efter tryck mot huden, till exempel under livremmar och BH-band eller under fötterna efter stående på stege. 
Köldurtikaria finns av flera olika typer och uppträder på kroppsdelar som exponerats för kyla. Symtomen kan komma vid återuppvärmning av huden. Allmänsymtom i form av yrsel, huvudvärk och svimning kan uppstå vid tillräckligt intensiv exponering, till exempel vid kallbad. 
Kolinerg urtikaria innebär småprickiga kvaddlar, som uppkommer till exempel vid kroppsansträngning, varmbad eller emotionella stimuli eller vid intag av starka kryddor. Vid aquagen urtikaria (vattenutlöst urtikaria) uppkommer små kliande papler vid exponering för vatten, oberoende av dess temperatur. Solsken kan utlösa solurtikaria.

### Idiopatisk urtikaria
Oftast finner man inte någon speciell orsak till urtikarian. Vid kronisk idiopatisk urtikaria, där orsaken är okänd finner man i en del fall i patientens blod autoantikroppar riktade mot Immunoglobulin E (IgE). Tillståndet kan kallas autoimmun kronisk urtikaria. Även vid kronisk urtikaria utan speciell förklaring kan en del faktorer, bland annat acetylsalicylsyra, alkoholdryck, värme och psykisk stress, utlösa försämringar.

### Cyklisk urtikaria
Urtikaria kan hos kvinnor även förekomma cykliskt, det vill säga återkomma regelbundet, ofta tillsammans med angioödem. Det kan då bero på förhöjda progesteronvärden några dagar innan menstruationen

## Diagnos
Diagnosen urtikaria ställs i regel enkelt med hjälp av patientens sjukhistoria. Om det uppkommer kliande, delvis upphöjda, kliande utslag i huden, där det enskilda utslaget försvinner inom något dygn, då rör det sig om urtikaria. I det fall där det av sjukhistorian framkommer misstanke om allergi mot bi/geting, födoämnen, läkemedel, kan en allergiutredning vara befogad. Vid misstanke om fysikalisk urtikaria kan läkaren utföra en del relativt enkla tester.

## Behandling
De flesta fall av urtikaria kan förbättras av antihistaminpreparat. Vid akut urtikaria ges förutom antihistamin eventuellt även adrenalin- och kortisonpreparat. Om antihistaminer inte ger besvärsfrihet prövar man tillägg av andra läkemedel, bland dem leukotrienantagonister och kortisonpreparat.

### Eliminationsåtgärder
Vid urtikaria utlöst av födoämne eller läkemedel är naturligtvis elimination den viktigaste åtgärden (se födoämnesöverkänslighet). 
I en del fall av kronisk urtikaria där man inte kan påvisa överkänslighet mot något speciellt födoämne kan det ändå löna sig att göra ett tidsbegränsat behandlingsförsök med kost fri från konserveringsmedel och andra ”pseudoallergen”. 

### Råd
Vid fördröjd tryckurtikaria skall patienten undvika tryck så mycket som möjligt. Vid köldurtikaria varnas för kallbad. Vid risk för allvarliga reaktioner bör patienten förses med akutmediciner att ha i reserv: adrenalin, antihistamin och kortisonpreparat. Patienter med födoämnesberoende, ansträngningsutlöst urtikaria ska uppmanas att undvika kroppslig aktivitet direkt efter måltid. Vid idiopatisk urtikaria är det viktigt att patienten får besked om att det är en godartat hudsjukdom som kan hållas under kontroll med biverkningsfria läkemedel. Det lönar sig inte att försöka undvika det ena eller det andra i maten för att ”leta allergier”.

## Prognos
Av patienter som insjuknat i akut urtikaria är omkring 85 % besvärsfria inom 2 veckor. Ungefär hälften av patienter med kronisk urtikaria kan förväntas bli besvärsfria inom ett år, medan bara en femtedel av patienter med fysikalisk urtikaria då är besvärsfria. Efter 5 år är 95 % besvärsfria.